# Avizo (logiciel)
 (mai 2021).
La mise en forme du texte ne suit pas les recommandations de Wikipédia : il faut le « wikifier ».
Les points d'amélioration suivants sont les cas les plus fréquents :
- Les titres sont pré-formatés par le logiciel. Ils ne sont ni en capitales, ni en gras.
- Le texte ne doit pas être écrit en capitales (les noms de famille non plus), ni en gras, ni en italique, ni en « petit »…
- Le gras n'est utilisé que pour surligner le titre de l'article dans l'introduction, une seule fois.
- L'italique est rarement utilisé : mots en langue étrangère, titres d'œuvres, noms de bateaux, etc.
- Les citations ne sont pas en italique mais en corps de texte normal. Elles sont entourées par des guillemets français : « et ».
- Les listes à puces sont à éviter, des paragraphes rédigés étant largement préférés. Les tableaux sont à réserver à la présentation de données structurées (résultats, etc.).
- Les appels de note de bas de page (petits chiffres en exposant, introduits par l'outil «  Source ») sont à placer entre la fin de phrase et le point final[comme ça].
- Les liens internes (vers d'autres articles de Wikipédia) sont à choisir avec parcimonie. Créez des liens vers des articles approfondissant le sujet. Les termes génériques sans rapport avec le sujet sont à éviter, ainsi que les répétitions de liens vers un même terme.
- Les liens externes sont à placer uniquement dans une section « Liens externes », à la fin de l'article. Ces liens sont à choisir avec parcimonie suivant les règles définies. Si un lien sert de source à l'article, son insertion dans le texte est à faire par les notes de bas de page.
- La présentation des références doit suivre les conventions bibliographiques. Il est recommandé d'utiliser les modèles {{Ouvrage}}, {{Chapitre}}, {{Article}}, {{Lien web}} et/ou {{Bibliographie}}. Le mode d'édition visuel peut mettre en forme automatiquement les références.
- Insérer une infobox (cadre d'informations à droite) n'est pas obligatoire pour parachever la mise en page.

Pour une aide détaillée, merci de consulter Aide:Wikification.
Si vous pensez que ces points ont été résolus, vous pouvez retirer ce bandeau et améliorer la mise en forme d'un autre article.
Avizo est un logiciel commercial pour la visualisation et l'analyse de données scientifiques et industrielles.
Avizo est supporté par Thermo Fisher Scientific. Le logiciel a été initialement conçu par le groupe de visualisation et d'analyse des données du Zuse Institute Berlin (ZIB) sous le nom Amira. 
Avizo a été lancé en novembre 2007.

## Aperçu

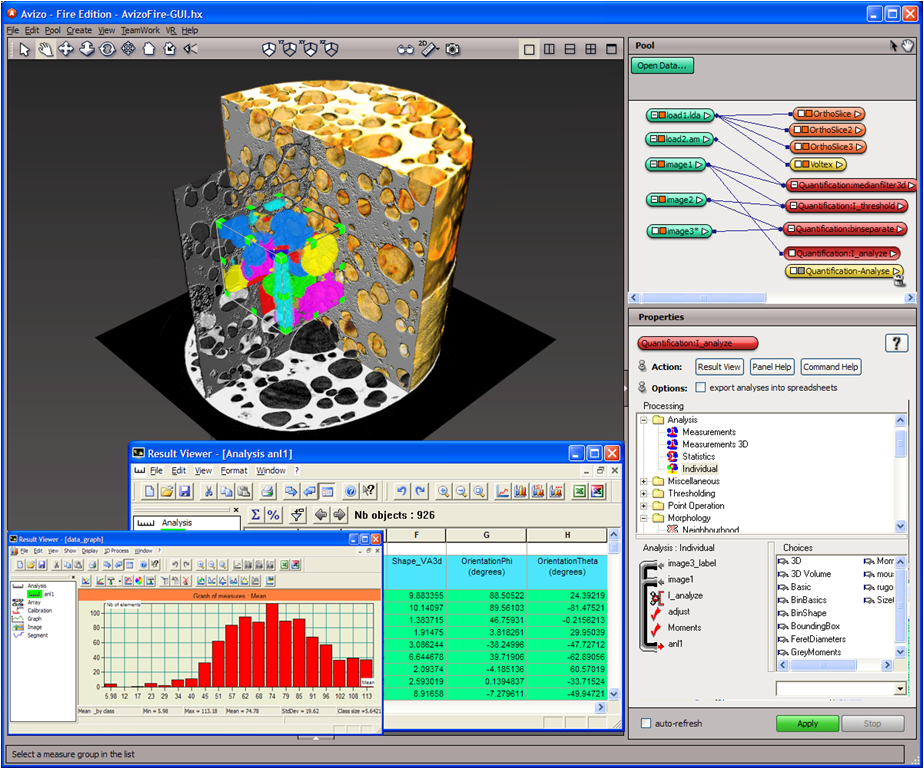
Évaluation de la quantité de mousse métallique.

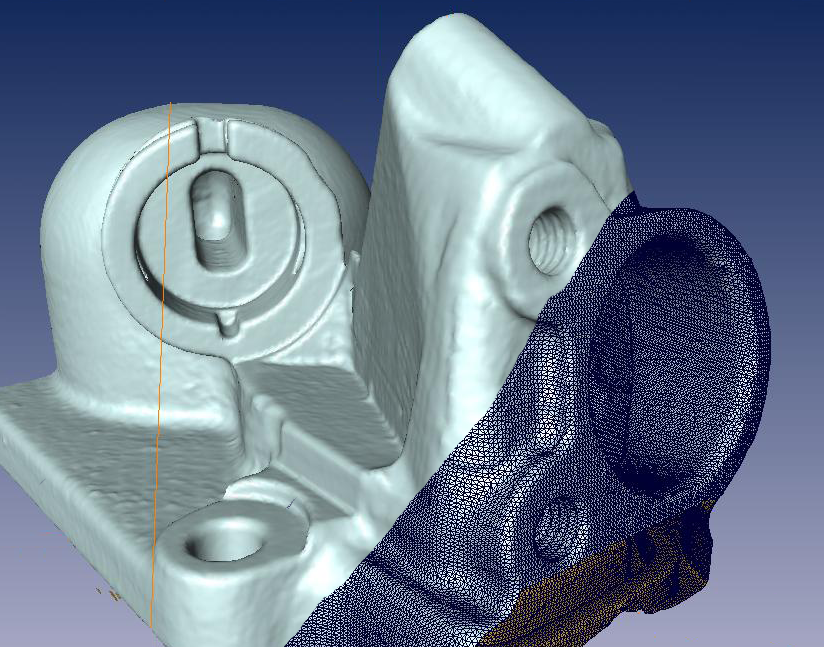
Maillage basé sur une image 3D pour l'analyse Mécanique des fluides numérique par la méthode des éléments finis d'une pièce mécanique.

Avizo est une application logicielle qui permet aux utilisateurs d'effectuer une visualisation interactive et des calculs sur des ensembles de données 3D. 
L'interface Avizo utilise une programmation visuelle. Les utilisateurs manipulent les données et les composants du module dans une arborescence ou dans une représentation graphique interactive (appelée Pool). 
Les données et les modules peuvent être connectés ensemble de manière interactive et contrôlés par plusieurs paramètres, créant un réseau de traitement visuel dont la sortie est affichée dans une visionneuse 3D.

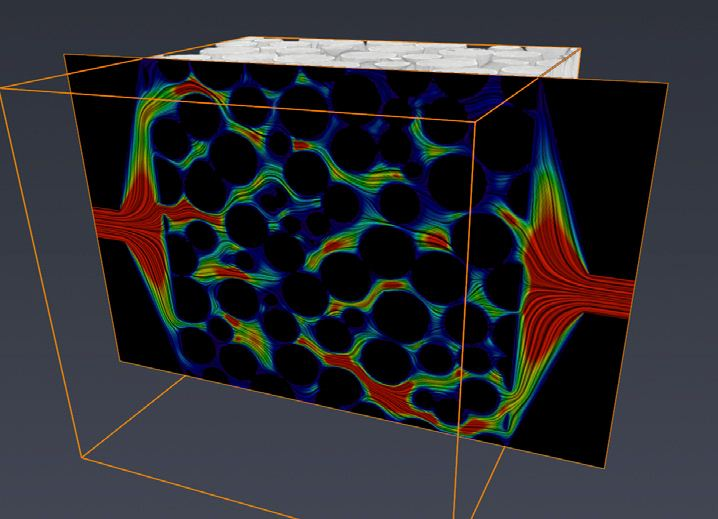
Perméamètre virtuel pour le calcul de la perméabilité absolue.

Grâce à la visionneuse, des données complexes peuvent être explorées et analysées de manière interactive en appliquant une séquence contrôlée de processus de calcul et d'affichage résultant en une représentation visuelle et des données associées significatifs.

## Exemples d'application
Avizo a été conçu pour prendre en charge différents types d'applications et de flux de travail, du traitement de données d'image 2D et 3D aux simulations. C'est un outil de visualisation polyvalent et personnalisable utilisé dans de nombreux domaines :
- Visualisation scientifique [1],[2]
- Recherche sur les matériaux [3],[4],[5],[6],[7],[8],[9],[10],[11],[12]
- Tomographie[13],[14],[15],[16], Microscopie[17],[18], etc.
- Essais non destructifs[19],[20],[21], Contrôle de la qualité industrielle[22],[23], et inspection visuelle
- Ingénierie assistée par ordinateur [24],[25] et post-traitement des données de simulation
- Analyse des milieux poreux [26],[27],[28],[29],[30],[31],[32],[33],[34]
- Génie civil [35]
- Exploration sismique, ingénierie des réservoirs, surveillance microsismique, imagerie de forage [36]
- Géologie[37],[38],[39], Physique numérique des roches (DRP)[40],[41],[42], Sciences de la Terre [43],[44],[45],[46]
- Archéologie [47],[48]
- Technologie alimentaire et science agricole [49],[50],[51],[52],[53]
- Physique, chimie[54],
- Climatologie[55],[56],[57],
- Océanographie, études environnementales[58],[59],
- Astrophysique

## Caractéristiques
(mai 2021).

### Importation de données
- Images 2D et 3D et données de volume: à partir de microscopes (électronique, optique)[60],[61],[62],[63],[64],[65],[66], tomographie aux rayons X (CT, micro- / nano- CT, synchrotron)[67],[68],[69], et autres appareils d'acquisition (IRM, radiographie, GPR) [70]
- Modèles géométriques (tels que des ensembles de points, des ensembles de lignes, des surfaces, des grilles)
- Données de simulation numérique [71],[72],[73],[74] (telles que la mécanique des fluides numérique ou les données d'analyse par éléments finis)
- Données moléculaires
- Séries chronologiques et animations [75]
- Données sismiques [76]
- Registres de puits
- Modèles climatiques multivariés 4D [77],[78]

### Visualisation des données 2D / 3D
,
- Rendu du volume [81],[82],[83],[84]
- Corrélation de volume numérique
- Visualisation de coupes, grâce à diverses méthodes de découpage et de découpage [85]
- Rendu isosurface [86],[87],[88],[89]
- Maillages polygonaux
- Champs scalaires, champs vectoriels, Représentations de tenseurs, visualisation de flux (lignes de flux lumineuses, rubans de flux)

### Traitement d'image
,,,,,,,
- Alignement 2D / 3D de tranches d'image[98], Enregistrement d'image [99]
- Filtrage d'image
- Morphologie mathématique (éroder, dilater, ouvrir, fermer, tophat)
- Transformation de bassin versant, transformation de distance
- Segmentation d'image [100],[101],[102],[103],[104],[105],[106],[107],[108],[109]

### Reconstruction de modèles 3D
,,,,,,,
- Génération de surfaces polygonales à partir d’objets segmentés [118]
- Génération de grilles tétraédriques [119]
- Reconstruction de surface à partir de nuages de points
- Squelettisation (reconstruction d'un réseau dendritique, poreux ou fracturé) [120],[121],[122]
- Simplification du modèle de surface

### Quantification et analyse
,,,,,,,,,
- Mesures et statistiques [133],[134],[135],[136],[137],[138],[139]
- Feuille de calcul et graphique d'analyse

### Calcul des propriétés des matériaux, à partir d'images 3D
- Perméabilité absolue
- Conductivité thermique
- Diffusivité moléculaire
- Résistivité électrique / facteur de formation

### Maillage basé sur une image 3D pour la mécanique des fluides numérique pour la méthode des éléments finis
- À partir des modalités d'imagerie 3D (TDM, micro-tomodensitométrie, IRM, etc. )[141],[142]
- Génération de maillages surfaciques et volumiques [143]
- Exportation vers des solveurs d'éléments finis et de mécanique des fluides
- Post-traitement pour l'analyse de simulation

### Présentation, automatisation
- MovieMaker[144], multi-écran, mur vidéo, collaboration et réalité virtuel [145]
- Script TCL,  Interface de programmation d'extension C ++

Avizo est basé sur les boîtes à outils graphiques Open Inventor 3D (FEI Visualization Sciences Group).